# Рекис, Гунтис
Гунтис Рекис (латыш. Guntis Rēķis, 3 ноября 1974, Рига) — латвийский саночник, выступавший за сборную Латвии с 1997 года по 2010-й. Участник четырёх зимних Олимпийских игр, двукратный бронзовый призёр чемпионата мира.

## Биография
Гунтис Рекис родился 3 ноября 1974 года в Риге. Активно заниматься санным спортом начал в возрасте одиннадцати лет, в 1997 году прошёл отбор в национальную сборную и сразу стал показывать неплохие результаты. Благодаря череде удачных выступлений удостоился права защищать честь страны на Олимпийских играх в Нагано, где занял скромное семнадцатое место. В сезоне 2000/01 дебютировал на Кубке мира, поднявшись в общем зачёте до двадцать восьмой позиции. Ездил на Олимпиаду 2002 года в Солт-Лейк-Сити, планировал побороться за призовые места, но в итоге финишировал лишь двадцать девятым.
Ближе всего был к подиуму чемпионата мира в 2004 году, когда в зачёте смешанных команд занял шестую строку. В следующем сезоне после окончания всех этапов Кубка мира обосновался на семнадцатом месте мирового рейтинга сильнейших саночников. В 2006 году соревновался на Олимпийских играх в Турине, где смог добраться лишь до двадцать первого места.
Рекис продолжил соревноваться после этой неудачи, принимал участие в крупнейших международных стартах, однако добиться каких бы то ни было выдающихся достижений не сумел, чаще всего оставаясь на двадцатых местах. Тем не менее, на домашней трассе в Сигулде всегда выступал значительно лучше, чем где-либо ещё, так, на этапе Кубка мира 2006/07 приехал здесь седьмым, в следующем году показал шестое и пятое время, ещё через год — четвёртое. На чемпионате мира 2008 года получил бронзовую медаль за состязания смешанных команд, годом спустя пополнил медальную коллекцию второй такой же наградой, заняв третье место командного зачёта на мировом первенстве в американском Лейк-Плэсиде.
Кульминацией его карьеры профессионального спортсмена стали Олимпийские игры 2010 года в Ванкувере, он возлагал на них большие надежды, но финишировал только двадцать шестым. После этого ещё поучаствовал в заездах чемпионата Европы в родной Сигулде, где закрыл десятку сильнейших, и в возрасте 36-и лет принял решение уйти из санного спорта. Всё это время Гунтис Рекис служил офицером полиции, и после завершения карьеры продолжил работать в латвийских правоохранительных органах. Также некоторое время занимал должность главного тренера сборной Новой Зеландии по санному спорту и был помощником тренера в канадской юниорской команде. Увлекается рыбалкой, свободное время предпочитает проводить сидя за удочкой у водоёма.